# Liza Oumarova
Liza Oumarova (en tchétchène : Iумаран Сулимин йоI Лиза, en russe : Лиза Умарова), née le 12 mars 1965 à Almaty, au Kazakhstan, est une auteure-compositrice-interprète ou, en un mot, barde tchétchène, réfugiée depuis 2012 en Finlande. Comédienne de sa formation, elle travaille comme directrice d’une maison de culture à Grozny, capitale de la Tchétchénie, avant que la guerre russo-tchétchène de 1994-1996 n'éclate en la poussant à se réfugier à Almaty, chez ses proches. En 1999, revenue depuis deux ans dans sa patrie, elle fuit la nouvelle guerre qui la laisse sans abri à Moscou et s’y convertit dans le commerce de livres tchétchènes. Pour s’approvisionner en livres, elle rend une ou deux fois par an visite à Grozny qu’elle retrouve complètement en ruines et s’inspire de ces visites pour écrire et enregistrer des chansons patriotiques, très bien accueillies par le public,. Après l’assassinat non élucidé de son frère à Grozny où, faute de bonne volonté des autorités, elle ne parvient pas à se réinstaller, menacée par les nationalistes radicaux russes à Moscou où son fils et elle subissent même quelques années auparavant une agression raciste,, Oumarova demande un asile en 2012 en Finlande lors de sa tournée dans ce pays. Divorcée, elle y vit avec ses trois enfants, fils Mourad et filles Laoura et Leïla.